# Aven (Envikens socken, Dalarna)
Aven är en sjö i Falu kommun i Dalarna och ingår i Dalälvens huvudavrinningsområde.